# Corystes
Corystes is een monotypisch geslacht van helmkrabben.

## Soortenlijst
- Corystes cassivelaunus (Pennant, 1777) - helmkrab